# Этаж смерти
«Этаж смерти» (англ. Killing Floor, другие названия — «Поле смерти», «Джек Ричер, или Поле смерти») — дебютный роман английского писателя Ли Чайлда, вышедший в 1997 году. Книга начинает серию о бывшем военном полицейском Джеке Ричере. Действия разворачиваются после событий, описанных в романах «Враг», «Джек Ричер, или Вечерняя школа» и «Джек Ричер, или Дело», спустя 8 лет, 1 год и полгода соответственно.

## Сюжет
Бывший военный полицейский Джек Ричер оказывается в городе Маргрейв, штат Джорджия, потому что его старший брат Джо рассказывал, что якобы здесь умер музыкант Блайнд Блэйк. В ресторане Ричера арестовывают местные полицейские по подозрению в убийстве.
В участке Джек знакомится с главой следственного отделения капитаном Финли и женщиной офицером Роско. Ричер убеждает Финли позвонить по номеру телефона, найденного в туфле убитого. Абонентом оказывается банкир Пол Хаббл, который признается в убийстве. Ричер и Хаббл оказываются в государственной тюрьме в Уорбертоне, где Джек предотвращает покушения на них. Оказавшись на свободе, Ричер присоединяется к расследованию Финли. Джек узнаёт, что убитый мужчина — его брат, который проводил антикоррупционное расследование.
Оказывается, местное богатое семейство использует однодолларовые купюры для производства фальшивых денег. Они инвестировали огромные средства в инфраструктуру Маргрейва, «купив» полное невмешательство со стороны местных жителей. Ричер с помощью Роско и Финли доводит начатое его братом дело до конца, используя армейские навыки и весьма жестокие методы.
Роман «Этаж смерти» (другой перевод — «Поле смерти») был экранизирован в 2021-22 годах, составив первый сезон сериала «Ричер». В заглавной роли — Алан Ритчсон.

## Награды и номинации
- 1998 — Премия «Энтони» в номинации «Лучший дебютный роман»[4]
- 1998 — Премия «Barry Award» в номинации «Лучший дебютный роман»[5]
- 1998 — Номинация на премию «Dilys Award»[6]
- 1998 — Номинация на премию «Macavity Award» в категории «Лучший дебютный детективный роман»[7]
- 2000 — Премия ассоциации приключенческой литературы Японии в номинации «Лучший переводимый роман»[8]